# Островський Роман Карлович
Роман Карлович Островський (нар. 9 лютого 1950, м. Коломия, Івано-Франківська область) — український журналіст, фотограф, директор «Радіо Чортківщини». Член НСЖУ.

## Життєпис
Закінчив Коломийську середню школу № 1. У 1968 році вступив на хімічний факультет Чернівецького державного університету, одночасно закінчив школу журналістики.
10 вересня 1971 року в газеті «Радянський студент» вперше була надрукована фотографія Романа Островського з фрагменту українського музичного фільму «Червона рута», зйомки якого відбувалися на території турбази «Гуцульщина» в місті Яремче.
У 1972 році як власкор газети «Радянський студент» запрошений на зйомки всесоюзної телепередачі «Алло, ми шукаємо таланти!», які відбувалися в мармуровій залі Чернівецького державного університету. Роман Островський був єдиним запрошеним фотографом. Має близько сотні світлин із Володимиром Івасюком, Назарієм Яремчуком, Василем Зінкевичем, Софією Ротару.
Є керівником фотостудії «Ніч лава» в Чорткові, багато світлин надруковано в музичних журналах «Галас», «Своя музика», в газетах «Вільне життя», «Свобода» та інших виданнях.
Від 2006 року і донині працює директором «Радіо Чортківщини».

## Виставки
- «“Червона рута” для коломиянки» (2015, м. Коломия);
- «І все згадаєм знов...» у Меморіальному музеї Володимира Івасюка (2016, м. Чернівці);
- «Червона рута від Донецька до Верховини» (2016, ТОКМ)[2].